# Nørre Galten
Nørre Galten – miasto w Danii, w regionie Jutlandia Środkowa, w gminie Favrskov.